# Hartland, Connecticut
Hartland är en kommun (town) i Hartford County i delstaten Connecticut, USA med cirka 2 012 invånare (2000).